# Портрет Фёдора Андреевича Линдфорса
«Портрет Фёдора Андреевича Линдфорса» — картина Джорджа Доу и Томаса Райта, из Военной галереи Зимнего дворца.
Картина представляет собой погрудный портрет в профиль генерал-лейтенанта графа Фёдора Андреевича Линдфорса из состава Военной галереи Зимнего дворца.
К началу Отечественной войны 1812 года генерал-майор Линдфорс был шефом Галицкого пехотного полка и командовал 1-й бригадой 13-й пехотной дивизии, находился в Крыму, откуда с началом военных действий был переброшен на Волынь для наблюдения за российско-австрийской границей, с осени 1812 года действовал на коммуникациях отступающей Великой армии и был в преследовании остатков разбитых французских войск. Во время Заграничного похода 1813 года сражался в Польше и Саксонии, в Битве народов под Лейпцигом был тяжело ранен и через несколько дней от ран скончался.
Изображён в генеральском мундире, введённом для пехотных генералов 7 мая 1817 года — это ошибка художника, поскольку Линдфорс умер от ран в октябре 1813 года и должен быть изображён в общегенеральском мундире образца 1808 года с двумя рядами пуговиц. На шее крест ордена Св. Владимира 3-й степени; справа на груди крест ордена Св. Георгия 4-го класса, золотой крест «За взятие Очакова» и серебряная медаль «В память Отечественной войны 1812 года» на Андреевской ленте. Подпись на раме: Ѳ. А. Линдфорсъ, Генералъ Маiоръ.
7 августа 1820 года Комитетом Главного штаба по аттестации Линдфорс был включён в список «генералов, заслуживающих быть написанными в галерею» и 25 июля 1822 года император Александр I приказал написать его портрет. Поскольку Линдфорс скончался в 1813 году, то были предприняты поиски его портрета-прототипа, поиски эти затянулись — последняя партия готовых портретов от Доу поступила в Эрмитаж 26 апреля 1828 года и портрета Линдфорса в ней не было, Доу даже не успел начать работу над ним. В конце концов портрет-прототип был найден и работа была заказана зятю Доу гравёру Томасу Райту. По утверждению хранителя британской живописи в Эрмитаже Е. П. Ренне, гонорар Райту в размере 1000 рублей за написанный портрет был выплачен 11 декабря 1835 года, размер гонорара свидетельствует о том, что портрет был полностью выполнен Райтом, поскольку за доделку незаконченных Доу портретов Райту выплачивалось по 500 рублей; А. А. Подмазо утверждает, что Райт получил гонорар в размере 500 рублей, и указывает, что автором портрета, наряду с Райтом, был и сам Доу (со знаком вопроса) . Готовый портрет поступил в Эрмитаж 14 декабря 1835 года. Е. П. Ренне также считает, что в пользу авторства Райта говорит и низкое качество исполнения портрета. Местонахождение портрета-прототипа современным исследователям неизвестно.